# La Rovina
La Rovina, també Bassa de la Rubina o Maresmes de la Rubina, es troba als municipis de Castelló d'Empúries i Roses.
Es tracta d'una llacuna d'origen natural, que ocupa poc més d'1 hectàrea, localitzada en un ambient de dunes on hi destaquen altres masses d'aigua, i de les maresmes que l'envolten.
La proximitat al mar condiciona la vegetació de l'espai, entre la qual destaquen els salicornars i les jonqueres de tendència halòfila (hàbitat d'interès comunitari, codi 1410). Hi són presents també els hàbitats d'interès comunitari:
1. 1420 Matollars halòfils mediterranis i termoatlàntics (Sarcocornetea fruticosae),
2. 2210 Dunes litorals fixades, amb comunitats del Crucianellion maritimae,
3. 1320 Espartinars,
4. 6510 Prats de dall de terra baixa i de la muntanya mitjana (Arrhenatherion).

Cal fer esment de la presència d'halòfits singulars com les quenopodiàcies Salicornia patula i Suaeda maritima, i la juncàcia Juncus subulatus. Sota les aigües de la llacuna creixen poblaments de Ruppia maritima.
Pel que fa a la fauna, a la bassa s'hi troba un dels peixos més rars a Catalunya: el fartet (Aphanius iberus), amb una població ben consolidada.
S'ha modificat la morfologia del tram final del rec del Mig per tal de fer-lo navegable, afectant greument l'àrea ocupada per l'estany i provocant la intrusió salina. Aquest espai es troba localitzat pròxim a urbanitzacions, que amenacen la seva integritat si no es prenen mesures de protecció. També hi destaca un fort impacte turístic amb una gran afluència de gent que trenca, sovint, el delicat equilibri d'aquest ambient. La forta pressió turística, l'abocament de runes i l'accés i pas de vehicles han comportat la modificació dràstica de la vegetació natural. L'accés i sobrefreqüentació de les platges ha modificat el relleu de dunes i ha alterat la vegetació que les fixa. L'estabilització dels paràmetres ambientals és suficient en la majoria dels casos per a la recuperació i manteniment dels hàbitats.
L'espai, a més de formar part del Parc Natural dels Aiguamolls de l'Empordà, s'inclou també dins l'espai del PEIN i la
Xarxa Natura 2000 ES0000019 "Aiguamolls de l'Empordà". A més, presenta una quarta figura de protecció, la Reserva Natural Integral de "Els Estanys".